# Kasimir von Dewall (Landrat)
Johann Kasimir Heinrich von Dewall (geboren 13. September 1773 in Kleve; gestorben 21. April 1826 in Schwanenberg) war ein preußischer Landrat des Kreises Erkelenz.

## Leben
Kasimir van de Wall war der Sohn des Regierungsrats bei der preußischen Regierung Kleve, Johann Adam Leonhard van de Wall, und dessen Ehefrau Christiane Johanna van de Wall, geborene Bilgen. Über seine schulische Ausbildung ist überliefert, dass er sich am 19. September 1798 an der Universität zu Gießen immatrikulierte. Auch heiratete er dort 1803, nachdem er im Jahr zuvor, am 2. Dezember 1802 in Wien, als von Dewall in den erblichen Reichsadelsstand erhoben worden war. Während dieser Phase gehörte er den Freimaurern an (1800 Lehrling, 1802 bis 1805 Geselle). Später lebte Kasimir von Dewall als Pächter eines Guts im Rentamtsbezirk Groß-Gerau und fand Einsatz als Bataillonschef bei der allgemeinen Landesbewachung. Spätestens nach den Befreiungskriegen trat von Dewall in preußische Dienste, im Mai 1816 erhielt er seine Berufung zunächst als kommissarischer Landrat des neu gebildeten Kreises Erkelenz und am 16. Januar 1817 seine definitive Bestätigung per Allgemeiner Kabinettsorder. Von Dewall starb im Dienst. Er hatte sich beim Absteigen vom Pferd einen offenen Beinbruch zugezogen, dessen Folgen er vier Wochen darauf erlag.
Der Protestant Kasimir von Dewall heiratete am 18. April 1803 in Gießen Wilhelmine von Grolmann (geboren 6. April 1780 in Gießen, gestorben 22. Juni 1836 ebenda), eine Tochter des Großherzoglich Hessischen Wirklichen Geheimen Rats, Regierungs- und Konsistorialrats Ludwig Adolf Christian von Grolmann (1741–1809) und dessen Ehefrau Luise von Grolmann, geborene Grolmann (1743–1814). Der gleichnamige preußische Generalleutnant Kasimir von Dewall (1811–1895) war ein Sohn der Eheleute von Dewall−Grolmann.